# 그림자 인간

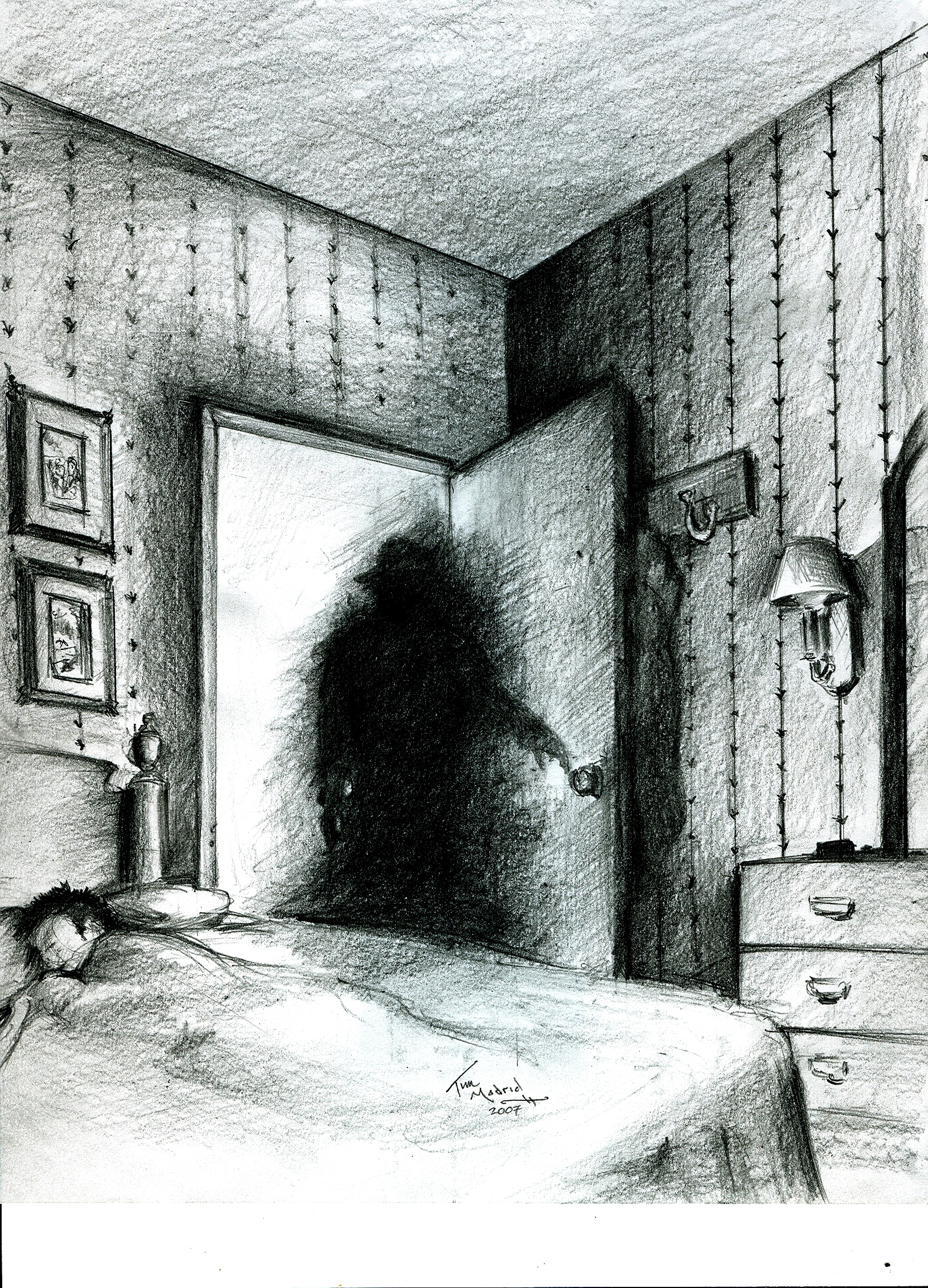
한 예술가가 초상현상적 실체로서 그림자 인간의 인상을 나타낸 그림

그림자 인간, 암흑 사람, 섀도우 퍼슨(shadow person)은 살아있는 휴머노이드 인물로서 그림자 부분으로 나타난 인식을 말하며 특히 초상현상이나 초자연적 현상의 신봉자에 의해 영과 다른 실체의 존재로 해석된다.

## 과학적 설명
일부 생리학적, 심리학적 질병이 있으면 그림자 모양으로 보이는 살아있는 실체의 경험을 할 수 있음이 보고되었다. 가위눌림으로 고통을 받는 사람은 깨어있고 마비된 채 누워있을 때 자신들에게 접근하는 "그림자 또는 불명확한 모양"을 감지할 수 있으며 크게 불안해할 수 있다. 신경과학자 Baland Jalal, V.S. Ramachandran은 사람들이 가위에 눌리다가 그림자 인물의 환각을 느끼는 이유에 관해 최근 신경논리학적 이론을 제안하였다.
이를테면 어두운 밤에 홀로 걷는 등 고조된 감정을 경험하는 사람은 그림자 모습을 공격자로 착각할 수 있다.
수많은 메스암페타민 약물은 장기간 수면 박탈 이후 그림자 인간의 모습을 보고한다. 정신과의사 Jack Potts는 메스암페타민 복용 시 수면 박탈 환영에 음모적인 느낌을 주는 요소가 들어간다고 넌지시 이야기한다. 한 인터뷰 대상자는 "당신은 그림자 자동차, 그림자 새, 그림자 차를 보진 않는다. 그림자 인간을 본다. 출입구에 서서 당신 뒤를 따라다니며 인도에서 당신에게로 다가온다."고 말했다. 이러한 환영은 민간 전승에 기술된 초자연적 실체와 직접 비교되고 있다.

## 같이 보기
- 브로켄의 요괴
- 진 (아랍)
- 야경증
- 파레이돌리아